# Confcommercio
La Confcommercio, abbreviazione di Confederazione Generale Italiana delle Imprese, delle Attività Professionali e del Lavoro Autonomo, è un organismo italiano di rappresentanza delle imprese impegnate nel commercio, nel turismo e nei servizi (settore terziario) che associa oltre 700.000 imprese.
Il suo sistema associativo prevede una suddivisione territoriale, con organizzazioni provinciali e unioni regionali, e una di categoria, con organizzazioni nazionali per categoria e settore.
A livello nazionale operano poi il gruppo giovani imprenditori, composto dagli associati sotto i quarant'anni di età e il gruppo terziario donna, composto dalle imprenditrici associate.

## Principali aree di attività
- Ambiente, qualità e sicurezza
- Commercio
- Comunicazione e immagine
- Credito
- Fisco
- Formazione

Francobollo celebrativo del sessantesimo anniversario della fondazione

- Innovazione, servizi, professioni e utility
- Internazionalizzazione ed Eurosportello
- Lavoro e relazioni sindacali
- Marketing associativo
- Osservatorio istituzionale e legislativo
- Previdenza e assistenza sociale
- Relazioni con il sistema associativo
- Studi economico-sociali
- Trasporti e infrastrutture
- Turismo

## Cronologia dei presidenti
- Amato Festi (1946 - 1951)
- Giovanni Maria Solari (1951 - 1956)
- Sergio Casaltoli (1956 – 1971)
- Giuseppe Orlando (1971 – 1986)
- Francesco Colucci (21 gennaio 1987 - 19 giugno 1995)
- Sergio Billè (20 giugno 1995 - 2005)
- Carlo Sangalli (10 febbraio 2006 - in carica)

## Premio Innovazione Confcommercio
Il Premio Nazionale per l’Innovazione è stato istituito dal Presidente della Repubblica Italiana, presso la Fondazione Nazionale per l’Innovazione Tecnologica COTEC e viene consegnato ai vincitori dal Presidente della Repubblica, "Il Premio Nazionale per l’Innovazione è assegnato alle migliori esperienze d’innovazione individuate tra quelle premiate nelle competizioni a carattere nazionale organizzate nei settori dell’industria e servizi, dell’università, della pubblica amministrazione e del terziario"